# Karel Kočí
Karel Kočí (* 16. července, 1965 Vlašim) je bývalý člen Řádu bratří kazatelů a římskokatolický kněz.

## Život
Pochází z Měchnova u Divišova nedaleko Vlašimi. Po maturitě na vlašimském gymnáziu v roce 1984 začal vysokoškolská studia na strojní fakultě ČVUT v Praze. Později se však rozhodl pro dráhu kněze, a tak na konci druhého ročníku studia zanechal. Na podzim roku 1986 nastoupil základní vojenskou službu, kterou vykonával v Prešově a později v Klatovech, avšak v důsledku nemoci byl po roce propuštěn do civilu. Následně začal pracovat v Blanických strojírnách ve Vlašimi a stal se tajně novicem Řádu bratří kazatelů (později přijal řádové jméno Metoděj).
V roce 1987 se přihlásil do kněžského semináře; studoval nejprve v Litoměřicích a od roku 1990 v Olomouci, kde studia dokončil. Poté byl 4. ledna 1992 v olomouckém kostele sv. Michaela vysvěcen na jáhna (svěcení přijal od tehdejšího královéhradeckého biskupa Karla Otčenáška) a v červnu 1992 byl přeložen do pražského kláštera u kostela sv. Jiljí, kde byl 28. června téhož roku vysvěcen na kněze tehdejším apoštolským nunciem v Československu Giovannim kardinálem Coppou. Svou primici sloužil 4. července 1992 v kostele sv. Bartoloměje v Divišově.
V pražském konventu zajišťoval duchovní správu u kostela sv. Jiljí, kostela sv. Vojtěcha a zejména pak u kostela sv. Voršily, věnoval se žákům Základní školy sv. Voršily a po dobu šesti let zastával funkci převora. Jeho působení v klášteře skončilo v roce 2002, kdy požádal o dočasné propuštění do nějaké farnosti pražské arcidiecéze.
Po krátkém působení ve funkci farního vikáře v Roudnici nad Labem a v Budyni nad Ohří byl k 1. červenci 2002 ustanoven administrátorem ve farnosti u kostela sv. Matěje v Praze-Dejvicích, kde vystřídal Mons. Jana Machače. Od 1. července 2005 byl přeložen do farnosti u kostela sv. Františka z Assisi v Praze-Chodově, kde dostal zejména za úkol vybudovat Komunitní centrum Matky Terezy (bylo otevřeno 26. května 2007). S ohledem na svou činnost v pražské arcidiecézi byl z Řádu bratří kazatelů na vlastní žádost propuštěn.
Od 1. července 2008 do 30. června 2011 byl administrátorem v Roudnici nad Labem a od 1. července 2011 působí jako administrátor farnosti Praha-Strašnice.

## Články Mgr. Karla Kočího (výběr)
- Svátost pomazání nemocných
- Svátost manželství
- Pramen svátostí
- Starozákonní oběti – předobrazy oběti Kristovy
- Liturgická modlitba (str. 4 až 7)[nedostupný zdroj]
- První svaté přijímání